# Jorge Lauret
Jorge Lauret (* 1969) ist ein argentinischer Mathematiker, der Professor an der Universidad Nacional de Córdoba ist.

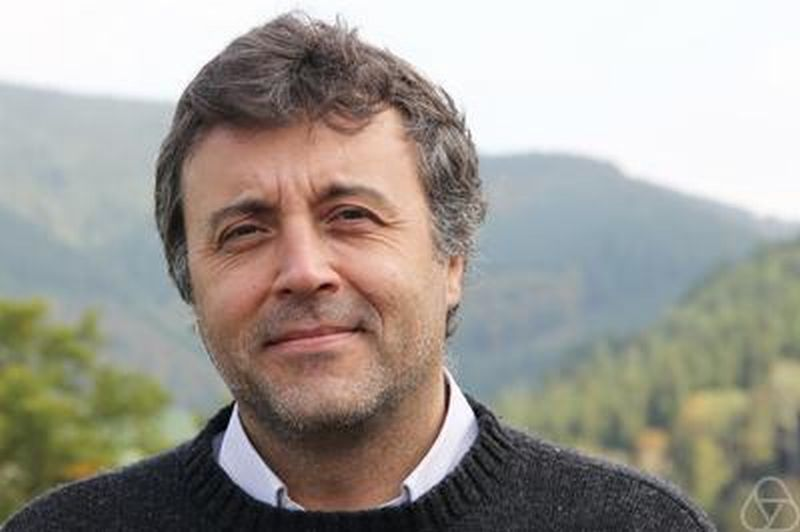
Jorge Lauret, Oberwolfach 2014

Lauret studierte an der Universidad Nacional de Córdoba Mathematik mit dem Lizenziats-Abschluss 1994 und der Promotion bei Isabel Dotti 1998. Als Post-Doktorand war er 2001 bis 2003 an der Yale University. Danach war er Stipendiat der argentinischen nationalen Forschungsorganisation CONICET und Professor an der Universität von Cordoba.
Er befasst sich mit Riemannschen und Pseudo-Riemannschen-Mannigfaltigkeiten, und speziell homogenen Einstein-Mannigfaltigkeiten mit Symmetrien, was eine Algebraisierung des Problems der Klassifikation der zulässigen Symmetriegruppen von Isometrien der Mannigfaltigkeit erlaubt. Insbesondere untersuchte er Einstein-Mannigfaltigkeiten mit einfach zusammenhängenden auflösbaren Lie-Gruppen als Symmetriegruppe der Isometrien (Solvmanifolds), von denen vermutet wird, dass sie alle homogenen nicht-kompakten Einstein-Mannigfaltigkeiten umfassen (Vermutung von Alekseevski). 2011 bewies er in den Annals of Mathematics, dass die Einstein-Solv-Mannigfaltigkeiten eine einfache algebraische Bedingung erfüllen (Standard-Eigenschaft im Sinn von J. Heber).
2007 erhielt er den ICTP Ramanujan Prize. 2001 war er Guggenheim Fellow. 
Er ist Herausgeber der Revista de la Unión Matemática Argentina. 

## Schriften
- Ricci soliton homogeneous nilmanifolds, Mathematische Annalen, Band 319, 2001, 715–733
- Standard Einstein solvmanifolds as critical points, Quarterly Journal of Mathematics, Band  52, 2001, S. 463–470.
- Finding Einstein solvmanifolds by a variational method, Mathematische Zeitschrift, Band 241, 2002, 83–99
- Degenerations of Lie algebras and geometry of Lie groups, Differential Geometry and its Applications, Band 18, 2003, 177–194
- Einstein solvmanifolds are standard, Annals of Mathematics, Band 172, 2010, S. 1859–1877
- mit Cynthia Will: Einstein solvmanifolds: existence and non-existence questions, Mathematische Annalen, Band 350, 2011, S. 199–225
- Einstein solvmanifolds and nilsolitons, Contemporary Mathematics, Band 491, 2009, S. 1–37
- Ricci soliton solvmanifolds, Journal für Reine und Angewandte Mathematik, Band 650, 2011, S. 1–21,  Arxiv
- Ricci flow of homogeneous manifolds, Mathematische Zeitschrift, Band 274, 2013, S. 373–403
- mit Ramiro Lafuente: Structure of homogeneous Ricci solitons and the Alekseevskii conjecture, Journal of Differential Geometry, Band 98, 2014, S. 315–347, Arxiv
- mit Ramiro Lafuente: On homogeneous Ricci solitons, Quarterly Journal of Mathematics, Band 65, 2014, S. 399–419.